# Funk Metal
Funk Metal (auch Thrash-Funk und Punk-Funk) ist eine frühe Form des Crossovers.
Dieser Begriff beschreibt eine Verschmelzung der Rifftechnik von Heavy Metal und Hardcore Punk mit der Rhythmik des Funk, seit den 1990er Jahren mit einer Tendenz zum Hip-Hop. Eine vergleichbare Spielweise praktizierten bereits in den 1970er Jahren Funkadelic auf dem Album Maggot Brain (1971) und Mother’s Finest auf dem Album Another Mother Further (1977).
Zudem gab es im Bereich New Wave und Post-Punk ebenfalls zahlreiche Bands, die Rockmusik mit Funk verknüpften (Bspw. Gang of Four oder A Certain Ratio). Um 1990 sorgten Formationen wie Living Colour und Faith No More für eine allgemeine Akzeptanz dieser Richtung. Sie störten sich an den Macho-Klischees, die dem Heavy Metal anhaften, und begegneten dem mit viel Humor, was bei vielen Metal-Anhängern für Verwirrung und Ärger sorgte.
Nachdem sich das Repertoire der verschiedenen Genres ausgeweitet hatte, nannte man das Phänomen vorzugsweise Crossover. Die Unterscheidung zwischen Funk Rock und Funk Metal liegt vor allem im Klangbild. Funk Metal ist härter als Funk Rock, wobei die Grenzen teilweise fließend verlaufen.
Viele dieser Bands dienten zahlreichen Nu-Metal-Formationen als Vorbild.

## Vertreter (Auswahl)
- 24-7 Spyz
- 311
- Blackeyed Blonde
- Cucumber Men
- Extreme
- Excuse Me Moses
- Faith No More
- F.F.F.
- Firehose
- Fishbone
- Freaky Fukin Weirdoz
- Incubus
- Infectious Grooves
- Jane’s Addiction
- Krautschädl
- L.A.P.D.
- Living Colour
- Mordred
- One Day as a Lion
- Porno for Pyros
- Primus
- Rage Against the Machine
- Red Hot Chili Peppers
- T. M. Stevens
- Ugly Kid Joe
- Urban Dance Squad
- Velcra